# 火夫

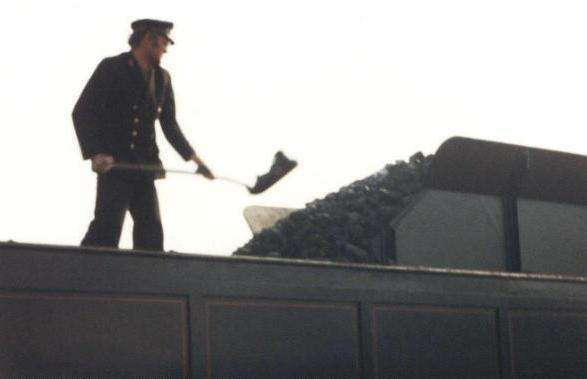
炭水車上で石炭を扱う火夫

火夫（かふ、Fireman）とは、蒸気機関が運転を続けるために必要なボイラーの火を扱うことを職業とする者をいう。「缶焚き（かまたき）」とも呼ばれる。蒸気機関車の場合は機関助士、蒸気船の場合は機関員（軍艦の場合は機関兵）ともいう。また、ボイラーではないが、火葬場の火を扱う職員もこの名で呼ばれる。英語ではストーカー（Stoker）とも呼ばれる。
石炭を燃料とする場合の労働の内容は、主に石炭をシャベルですくってボイラーに投入することである。SLを例に挙げると石炭が乗ったシャベルはたいへん重いことに加えてボイラーの燃焼具合および線路の勾配に合わせて石炭を均等に火室内に散布しなければならず、撒き方が悪いと機関士から叱責や罵声を浴びせられることも多かった。作業場自体がたいへん高温で狭く走行時の振動で揺れることも多いことから、肉体および精神の双方で過酷な重労働であり、作業中に熱射病で倒れることも珍しくなかった。

## 鉄道

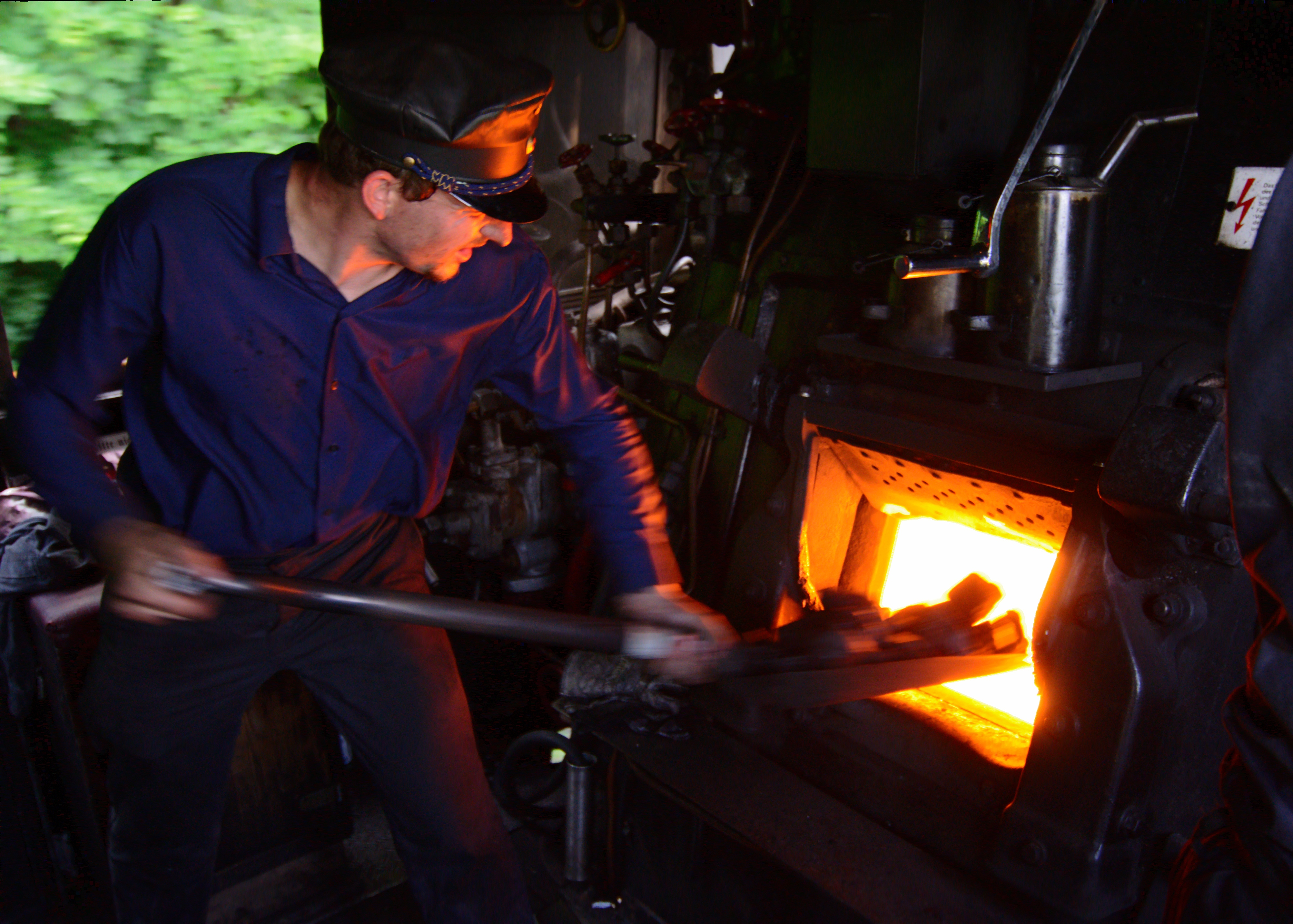
ドイツ国鉄52形蒸気機関車で投炭を行う火夫

鉄道の蒸気機関車における火夫の仕事は次のようなものである。
- ボイラーに最初に火を入れる前に灰やちりを除去する。
- 水をボイラーに補給する。
- 工程を始める前に十分な燃料があることを確認する。
- 火を起こす。
- 工程の部分部分に応じて適切なパワーを供給するために火の加減を調節する。
- その他、機関士の命令によって機関車を維持するための種々の仕事を行う。

蒸気機関車の火夫は機関助士といい、機関士（運転士）を目指す者のキャリア・パスとして見習いの形でこの仕事を行っていることが多かった。

## 機械化
ボイラーの火室に石炭を投入する機械装置も存在する。大きな固定式ボイラーには標準的な装置であり、また大きな蒸気機関車にも火夫の負担を軽くするために取り付けられる。機関車用の場合はメカニカルストーカーまたは単にストーカーと呼ばれ、補助蒸気機関で駆動されるスクリュー式コンベアーで石炭を火室に投入する。投入後の石炭は、火夫が操作する蒸気ジェットにより全体に散布される。石炭火力発電所は通常、粉砕し粉末化された石炭を燃やすボイラーを使用する。

## 文化との関連
- ユージン・オニールの戯曲『毛猿』の一人称の主人公ヤンクは汽船の缶焚きである。